# Ducat de Bèrgam
El Ducat de Bèrgam va ser una de les entitats territorials que van formar el regne dels longobards. Creat al voltant de 570, poc després de la invasió liderada per Alboí, va deixar de ser seu ducal el 702.

## La constitució del Ducat
Amb la invasió de 568 dirigida per Alboí, Bèrgam va caure sota el domini dels llombards i va així assumir una importància considerable a la seva posició geopolítica. Bèrgam, de fet, va ser l'encreuament dels camins militars que unien la regió de Friül amb la part occidental de la vall del Po i Pavia, la capital del regne.
Després de l'assassinat de Alboí i de Clef (el seu successor), el regne va caure en el que es va anomenar l'anarquia llombarda (Govern dels Ducs), el període de deu anys, en què els ducs van governar sense rei; Bèrgam va ser governada per Wallari, que va ser el primer duc de Bèrgam i el seu territori, en el primer període tumultuós de la conquesta llombarda encara no consolidat.
El període va ser particularment difícil; Itàlia no s'havia recuperat de la desastrosa guerra gòtica anterior a la invasió, quan els llombards van caure sobre un territori mig destruït i una població dèbil i famolenca. Fins i tot Bèrgam i el seu ducat tan afectada per la guerra anterior, va patir les dures condicions de la conquesta llombarda. Segons Pau el Diaca: «Per hos Langobardorum duces, septimo anno ab adventu Alboin et totius gentis, spoliatis ecclesiis, sacerdotibus interfectis, civitatibus subrutis, populisque, qui more segetum excreverat, extinctis, exceptis his regionibus quas Alboin ceperat, Italia ex maxima parte capta et a Langobardis subiugata est» (Per la feina dels ducs llombards, set anys després de la invasió de Alboí i tot el seu poble, van saquejar esglésies i assassinar sacerdots, van demolir ciutats, van exterminar als habitants que havien crescut com herbes, excepte en aquelles àrees que Alboí havia conquerit, i la major part d'Itàlia va ser conquistada i sotmesa pels llombards).

## La rebel·lió de Gaidulf
Amb l'elecció d'un Autari com a rei i l'establiment del regne (584), la situació política es va estabilitzar i van millorar les condicions de vida de la població indígena subjecta; el ducat de Bèrgam, entès com un complex polític-militar, encara no territorial, era entre les més important i prou agressives per fer creure a Gaidulf, successor de Wallari, que seria capaç de plantar cara, amb altres, al nou rei, Agilulf, i sostenir amb ell amb un conflicte armat. Entre els rebels hi havia especialment aquells que, en el curs de les campanyes militars del 590, havien abandonat el rei llombard per unir-se als francs i romans d'Orient: no van acceptar immediatament Agilulf com a rei, i aquest es va veure obligat a guanyar-se la lleialtat per les armes. Derrotats els rebels en diverses ocasions, la revolta va durar no obstant fins a 594, quan Agilulf va derrotar i condemnar a la forca per traïció molts dels ducs rebels, incloent Gaidulf: «Gaidulfum quoque Bergamensem ducem, cui iam bis pepercerat, peremit.» ("Gaidulf, duc de Bèrgam, que ja s'havia salvat dues vegades, també fou executat".
La història de Gaidulf és representativa de la força del grup de poder que sostenia el ducat almenys en les expectatives del duc, encara que al final la seva revolta va resultar efímera.

## L'abolició del Ducat
A la segona meitat del segle VII el ducat, seguint la tendència general del regne llombard, va alternar fases de major autonomia a altres de control més fort per part del govern central, sobretot durant els regnats de Grimuald, Perctarit i Cunipert. Alhora passava gairebé tothom a la religió catòlica, amb el suport de la dinastia bavaresa en detriment d'altres opcions religioses, ara minoritaris entre els llombards (paganisme, l'arrianisme, cisma tricapitolí). A Bèrgam va destacar la força emergent del bisbe Joan, figura particularment carismàtica, que va portar la fe catòlica a la basílica de Fara Gera d'Adda, fundada per Autari i fins ara dedicada al culte arrià.
La transició entre el segle VII i VIII va ser una època de gran confusió al nucli del regne llombard, amb sagnants batalles que van oposar els diversos pretendents al tron. L'últim duc de Bèrgam, Rotarit, a la mort del rei Cunipert, es va posar al costat de l'hereu al tron, el menor Liutpert, i del seu tutor Ansprand. Derrotat per primera vegada per Ragimpert (700) i un segon cop per Aripert II (702), es va haver de tancar a Bèrgam on es va proclamar antirei. Aripert va marxar contra ell, el va derrotar després d'un sagnant setge i, després d'haver-li fet afaitar el cap i la barba en senyal de menyspreu (el tractament s'aplicava als esclaus i presoners de guerra), el va desterrar a Torí, on després el va fer matar. El ducat va ser suprimit i reduït a gastaldat governat directament pel rei a través d'homes de confiança.
Bèrgam i el seu territori van recuperar una estructura autònoma política només després de la conquesta del nord d'Itàlia per Carlemany l'any 774. L'emperador va erigir Bèrgam en seu d'un comtat.